# Русени (Борлешти)
Русени (рум. Ruseni) насеље је у Румунији у округу Њамц у општини Борлешти. Oпштина се налази на надморској висини од 257 m.

## Становништво
Према подацима из 2002. године у насељу је живело 3573 становника, од којих су сви румунске националности.